# Keesburgstraße 29/29a

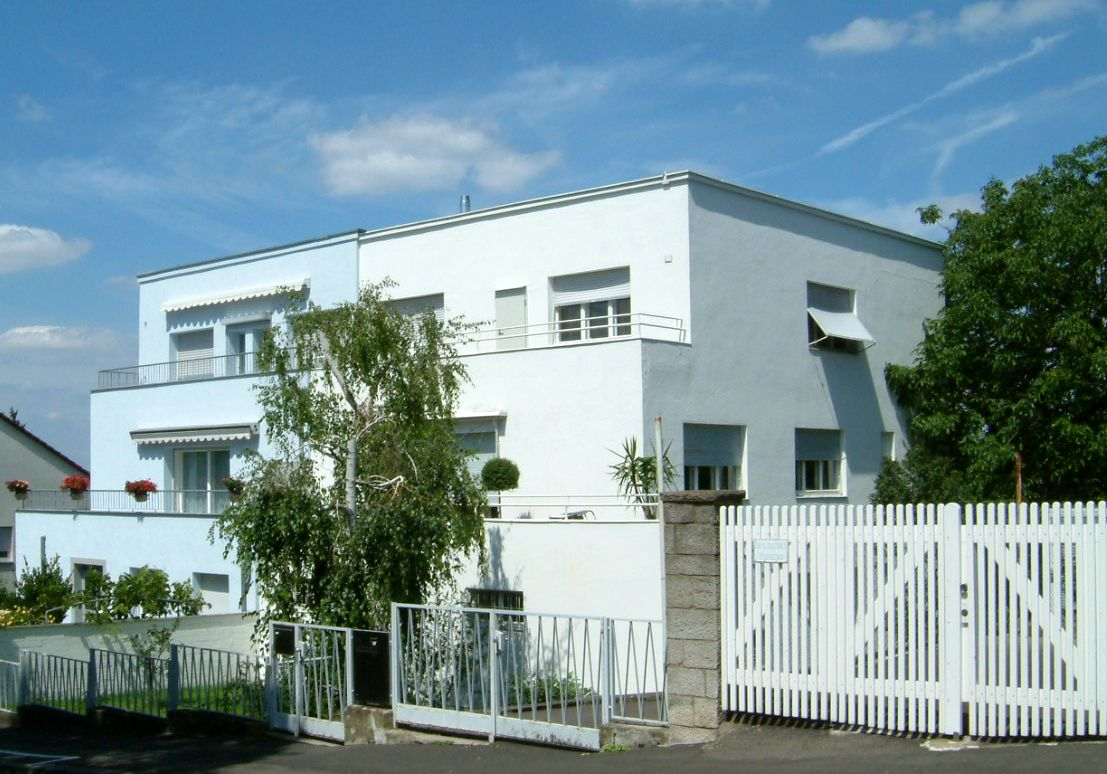
Das Doppelhaus Keesburgstraße 29/29a

Das Bauwerk Keesburgstraße 29/29a ist ein denkmalgeschütztes Mietshaus im Würzburger Stadtbezirk Frauenland. Der Bau wurde vom Architekten Peter Feile im Stil der „Neuen Sachlichkeit“ entworfen und 1928 errichtet.

## Lage
Die Keesburgstraße liegt zwischen den Stadtteilen Frauenland und Keesburg im Südosten des Würzburger Stadtzentrums. Sie ist zum Teil mit denkmalgeschützten Villen im Stil des Historismus und Jugendstils bebaut. Von ihr zweigt die Straße Lerchenhain ab, in der Feile bis 1930 drei Musterhäuser des Neuen Bauens erstellte.

## Geschichte
Peter Feile (1899–1972) hatte sich 1927 an der Werkbund-Ausstellung „Die Wohnung“ mit der „Siedlung am Weißenhof“ in Stuttgart beteiligt. Zu gleicher Zeit versuchte der Architekt seine ersten Entwürfe der Neuen Sachlichkeit in seiner Heimatstadt Würzburg zu verwirklichen. Sein umstrittener Bauantrag für das Projekt Leutfresserweg 6, es wäre das erste Flachdachwohnhaus in Bayern gewesen, erhielt im Stadtrat eine knappe Mehrheit, scheiterte aber letztendlich am Einspruch der Regierung von Unterfranken und Aschaffenburg. Das Haus konnte nur mit steilem Walmdach und geänderter Gliederung der Fenster realisiert werden.
Nachdem Feile auch 1927 seinen Plan für ein Café am Dominikanerplatz 1 zurückziehen musste, konnte 1928 das Doppelhaus Keesburgstraße 29/29a als sein erster Bau mit Flachdach Würzburg verwirklicht werden. Das Grundstück hatte sein zukünftiger Schwiegervater zur Verfügung gestellt. Die Präsentation dieses Hauses stieß in Würzburg auf starkes Interesse und erhielt positive Würdigungen in der Lokalpresse sowie in Fachzeitschriften. In eine der Doppelhaushälften zog der Architekt mit seiner Familie ein.
Feile entschloss sich dann von der Stadt Würzburg ein etwa 20.000 m² großes Areal zu erwerben und entwarf die Siedlung Lerchenhain mit 31 „Typenhäusern“ im Stil des Neuen Bauens. Seine Baugesellschaft errichtete drei Musterhäuser. Die öffentliche Präsentation im September 1930 verlief erfolgreich, aber das Kaufinteresse blieb aus, sodass Feile keinen seiner weiteren Entwürfe für den Lerchenhain verwirklichen konnte.
Auf Basis des bayerischen Denkmalschutzgesetzes vom 1. Oktober 1973 wurden das Doppelhaus Keesburgstraße 29/29a und die drei „weißen Häuser“ im Lerchenhain als Beispiele der Neuen Sachlichkeit in die Bayerische Denkmalliste eingetragen.

## Bauwerk
Das Mietshaus ist, wie auch die drei späteren Musterhäuser, dreigeschossig und ein gestuftes Bauwerk. Gemeinsam ist der damals neue Stil, der durch das prägende Flachdach vollkommen mit der herkömmlichen Bauweise brach. Die Bauform ist einfach und kubisch. Die Wandflächen sind glatt und wirken durch ihre einfache Farbgebung. Die Fensterentwicklung erfolgt von innen nach außen.